# Махмудова, Аида
Аида Алтай кызы Махмудова (азерб. Aida Altay qızı Mahmudova; род. 10 января 1982, Баку) — азербайджанская художница, учредитель и художественный руководитель Пространства современного искусства YARAT.

## Биография
Аида Махмудова родилась 10 января 1982 года в Баку в семье художника Алтая Садыхзаде и филолога Наргиз Пашаевой. В 2006 году окончила факультет изящных искусств в Центральном колледже искусства и дизайна имени Святого Мартина (Лондон).

## Искусство и деятельность
В 2011 году для поддержки художественной деятельности молодых артистов Махмудова основала Пространство современного искусства YARAT. С 2012 года управляла Музеем современного искусства в Баку и была куратором — директором Бакинского музея современного искусства. Принимала участие в выставках. Её работы выставлялись на международном уровне.
Первая персональная выставка «Проходя мимо» прошла в 2015 году в США в Leila Heller Gallery. Произведения Махмудовой также были представлены в 2013 году в выставке «Love Me, Love Me Not» на 55-й Венецианской биеннале и в 2015 году в «VITA VITALE» в рамках 56-й Венецианской биеннале.
Вторая персональная выставка «PASTPRESENTSFUTURE» прошла в США в 2021 году при организационной поддержке «Sapar Contemporary Gallery+Incubator».
Аида Махмудова входит в список самых влиятельных женщин Центрально-Азиатского и Кавказского регионов, занятых в области искусства. Она создаёт свои работы, которые демонстрируются на международных выставках, с использованием различных художественных техник. Художница концентрируется на исследовании материала как средства для экспериментов и познания мира.
В своих ранних работах интерес Аиды Махмудовой к материалу выражался в экспериментах со светом, цветом и предметами, задействованными в пейзажах и других полуабстрактных полотнах. По мере того, как картины художницы становились всё более «многослойными», она распространила свою деятельность на трёхмерную графику, применяя этот подход к скульптуре и создавая свою среду — эмоциональную и напряжённую. Художница работает со слоями из разнообразных материалов — бумаги, глины, краски, цемента, камня; с недавних пор к ним добавились эпоксидная смола и необработанный мрамор.

## Персональные выставки
- 2002 — Первая персональная выставка, «Q Gallery» (Баку, Азербайджан)
- 2006 — Персональная выставка в сотрудничестве с пианистом Мурадом Адыгезалзаде, посвященная 120-летию Узеира Гаджибекова, Азербайджанская государственная филармония (Баку, Азербайджан)
- 2014 — «Внутренний мир», Barbarian Art Gallery (Цюрих, Швейцария)
- 2015 — «Мимоходом», галерея Лейлы Хеллер (Нью-Йорк, США)
- 2016 «Умвельт», галерея «YAY» (Баку, Азербайджан)
- 2016 — «Элизиум», Музей современного искусства (Баку, Азербайджан)
- 2017 — «Свет неуловим», галерея «Deweer» (Отегем, Бельгия)
- 2017 — «Антропогенный ландшафт», Культурный центр Азербайджана (Вена, Австрия)
- 2018 — «Невыдуманные перспективы», Центр «YARAT» (Баку, Азербайджан)
- 2021 — «PASTPRESENTSFUTURE», галерея «Sapar Contemporary» (Нью-Йорк, США)
- апрель 2024 — «A Dream Unfolds», галерея «Vision Art Platform» (Стамбул, Турция)

## Групповые выставки

### 2011
- «Предисловие», Пространство альтернативного искусства YARAT (Баку, Азербайджан)
- «Страна огней», Современное искусство из Азербайджана, «Hotel d’ Evreux» (Париж, Франция)
- «Девичья башня», 1-й международный фестиваль искусств (Баку, Азербайджан)

### 2012
- Фестиваль «2012 Baku Public Art», организованный Пространством современного искусства YARAT (Баку, Азербайджан)
- «Commonist», Пространство альтернативного искусства YARAT (Баку, Азербайджан)
- «Merging Bridges», международная групповая выставка, Музей современного искусства (Баку, Азербайджан)

### 2013
- «Люби меня, не люби меня», современное искусство из Азербайджана и соседних стран, сопутствующее мероприятие в рамках 55-й Международной выставки искусства Винецианская биенале» (Венеция, Италия)
- «Дом, милый дом», Азербайджанский культурный центр (Париж, Франция); Музей современного искусства (Баку, Азербайджан)

2012—2013 — «Fly To Baku», Современное искусство из Азербайджана. Серия передвижных выставок. Центр Гейдара Алиева (Баку, Азербайджан); музей «Kunsthistorisches», (Ное Бург, Вена, Австрия); здание Spazio D — MAXXI, Национальный музей искусства 21-го века (Рим, Италия); Музей мультимедийного искусства (Москва, Россия); «me Collectors Room» (Берлин, Германия); отель «Salomon de Rothschild» (Париж, Франция); «Howick Place — Phillips de Pury & Company» (Лондон, Великобритания)

### 2014
- «Здесь… Сегодня», The Old Sorting Office (Лондон, Великобритания)
- «Поэтика обыденности», павильон Азербайджана, венская ярмарка «New Contemporary» (Вена, Австрия)
- «Люби меня, не люби меня», современное искусство из Азербайджана и соседних стран, Центр Гейдара Алиева (Баку, Азербайджан)

### 2015
- «Meeting Point» (Дубай, ОАЭ)
- «Внутренний мир», выставка в рамках фестиваля «Бута», фонд Луизы Блуэн (Лондон, Великобритания)
- «Making Histories», выставка постоянной коллекции YARAT, Центр YARAT (Баку, Азербайджан)
- «Vita Vitale», национальный павильон Азербайджана на 56-й Международной выставке искусства Венецианский Биенналь (Венеция, Италия)
- Выставка азербайджанских художников «Конфетные горы, нефтяные берега», Пермский музей современного искусства (Пермь, Россия)[9]

### 2016
- «300 слов о сопротивлении», Центр YARAT (Баку, Азербайджан)
- «Art Dubai», стенд галереи YAY F8, Мадинат Джумейра (Дубай, ОАЭ)
- Ярмарка «Art Paris Fair», стенд галереи YAY G6, Гран-Пале (Париж, Франция)
- 2017 — «Между морем и горами», галерея YAY (Баку, Азербайджан)
- 2018 — «Телесные ландшафты», галерея YAY (Баку, Азербайджан)
- 2018—2019 — «Звёздные небеса», передвижная выставка (регионы Азербайджана)
- 2019 — «Живопись», Музей современного искусства (Баку, Азербайджан)
- 2020 — «Туманы превратились в эпопею в голове моей», Центр YARAT (Баку, Азербайджан)

### 2024
- «Все будет хорошо: завтра или когда-нибудь еще» (5 июля – 8 декабря 2024, Пространство современного искусства YARAT, Баку)[10]

## Личная жизнь
Живёт и работает в г. Баку. Замужем, двое детей.